# Déterminisme historique

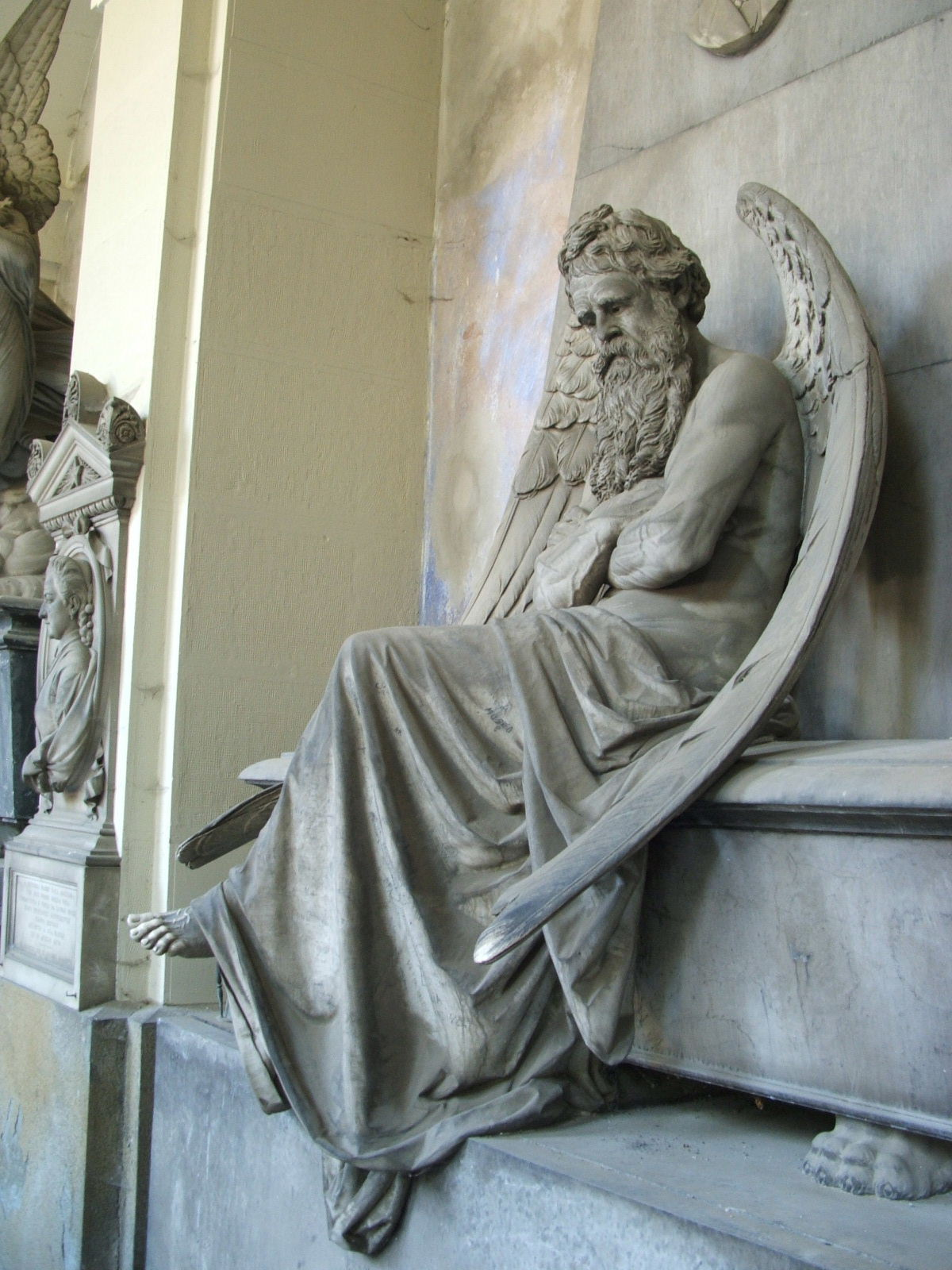
Le concept de déterminisme historique puise ses origines dans une réflexion sur le Temps et sur l'Histoire, qui remonte à l'Antiquité.
Ici une représentation de Chronos, une divinité grecque primordiale, personnifiant le Temps et le Destin (Gênes, Italie, fin du XIXe siècle).

Le déterminisme historique est un concept de la philosophie de l'histoire reposant sur le déterminisme qui place le principe de causalité d'un évènement avant celui-ci, contrairement au finalisme qui le place après, ou au volontarisme qui le place dans l'action volontaire consciente.
Le déterminisme s'applique dans de nombreux domaines : déterminisme biologique, géographique, linguistique, social, psychologique, technologique, etc.
Le concept de déterminisme est apparu au fil du XIXe siècle en même temps que celui d'individualisme dont il constitue en quelque sorte le pendant. Dès cette époque, la question qu'il pose en effet — explicitement ou implicitement — est celle de la liberté : par delà leur hétérogénéité, les différentes approches du déterminisme ont en commun de formuler l'idée que certains facteurs viennent formater, conditionner, déterminer l'existence des humains et, par conséquent, limiter la portée de leur libre arbitre. Elles sont au cœur des sciences sociales qui ont émergé à la fin du siècle et singulièrement de l'historiographie, quand les historiens, estimant que les événements ne se déroulent pas par hasard, entendent dépasser leur simple description en vue d'en comprendre le sens et la portée. 
Il faut toutefois distinguer deux postures:
- celle des historiens, qui est scientifique, distanciée, et qui vise à répertorier et analyser les facteurs pouvant provoquer (non intentionnellement) tel ou tel événement ;
- celle des idéologues, qui participe de la philosophie de l'histoire et qui consiste à penser que l'histoire est intrinsèquement porteuse d'un sens.
L'expression "déterminisme historique" renvoie à ce deuxième type d'approche. Mais là encore, il faut distinguer deux tendances, selon qu'elles sont antérieures ou postérieures à l'émergence de l'idéal humaniste :
- l'idée que les événements résultent d'un processus qui les transcende (par exemple la "nature", le "destin" ou la "providence divine"),
- l'idée que le sens est immanent et contingent aux événements (par exemple le progrès scientifique ou technique).
Au milieu du XIXe siècle, Marx et Engels développent cette deuxième acception, à travers leur concept de matérialisme historique. Qui plus est, ils estiment que les humains sont capables d'écrire collectivement leur histoire, la "déterminer" intentionnellement (concept de révolution). À la fin du siècle, sous l'influence notamment d'Auguste Comte, apparaissent les sciences humaines (sociologie, psychologie, histoire...) qui tendent à supplanter la philosophie en tant que vectrice des conceptions du monde : toutes s'efforcent d'analyser les comportements humains (dans le présent comme par le passé) de façon distanciée, scientifique, sur le modèle des sciences exactes, mais chacune d'elles traite le concept de déterminisme selon ses propres critères.  
À la fin du XXe siècle, l'esprit positiviste qui insufflait les sciences humaines tend à s'estomper au profit d'un certain relativisme (on parle alors parfois de passage de la modernité à la post-modernité). Les chercheurs en sciences humaines s'efforcent cette fois de pratiquer l'interdisciplinarité. Le concept de déterminisme tend alors à disparaître au profit de nouveaux modèles de pensée qui oscilent entre deux directions opposées : le sens et le non-sens.
- certains, réhabilitent les concepts d'individu et de libre arbitre ;
- d'autres, au contraire, font valoir les concepts d'indéterminisme, d'incertitude, de hasard, de désordre, voire de chaos...
Intermédiaires entre ces deux pôles s'inscrivent les analyses qui défendent l'idée qu'un événement peut être interprété de différentes façons à la fois et que l'on peut donc lui attribuer plusieurs sens. Les différents types de déterminisme sont alors considérés comme interdépendants si bien, par exemple, que les frontières entre "déterminisme historique" et "déterminisme psychologique" deviennent poreuses.

## Évolution du concept
Comme tout concept, celui de déterminisme historique a une origine ancienne et son sens évolue au fil des époques. La question de l’écoulement du temps, en effet, ne prend pas le même sens selon que  les activités humaines sont toutes organisées en fonction du rythme des saisons ou quand ce n’est pas le cas ; ou bien quand les moments que constituent la naissance et la mort sont vécus ou non comme des limites, le début et la fin de l’existence. 
Si le rapport de cause à effet entre les événements est vécu comme un élément « déterminant » durant toute l‘histoire de l’humanité, le sens de ce rapport n’est aucunement vécu et formulé de la même manière au fil du temps. On peut ainsi distinguer grossièrement quatre phases :
- celle des origines, quand le facteur déterminant est vécu par les humains comme transcendant leur volonté ;
 - celle de l’émergence, à la charnière du XVIIIe siècle et du XIXe siècle, quand  ce rapport est cette fois considéré comme immanent et pouvant être régulé ;
- celle du développement, au fil du XIXe siècle,  quand, tout en étant considéré comme immanent, ce rapport est vécu comme difficilement contrôlable ;
- celle enfin de la remise en cause, où ce rapport est vécu comme d’égale importance à d’autres facteurs, voire sans importance.

### Origines

#### Préhistoire: l'animisme
Avant qu'ils n'inventent l'écriture, et alors qu'ils résident encore dans des cavernes, les humains laissent des messages à la postérité sous la forme d'images, peintes ou sculptées, lesquelles — pour l'essentiel — se réfèrent au monde animal. Un grand nombre d'anthropologues s'accordent à les interpréter comme l'expression de croyances plus ou moins conscientisées[réf. nécessaire].
En l'occurrence, nos plus anciens ancêtres seraient convaincus que la nature est animée par des forces ("esprits") conditionnant, déterminant leur existence : on parle alors d'animisme.

#### Haute Antiquité: les mythes et les religions

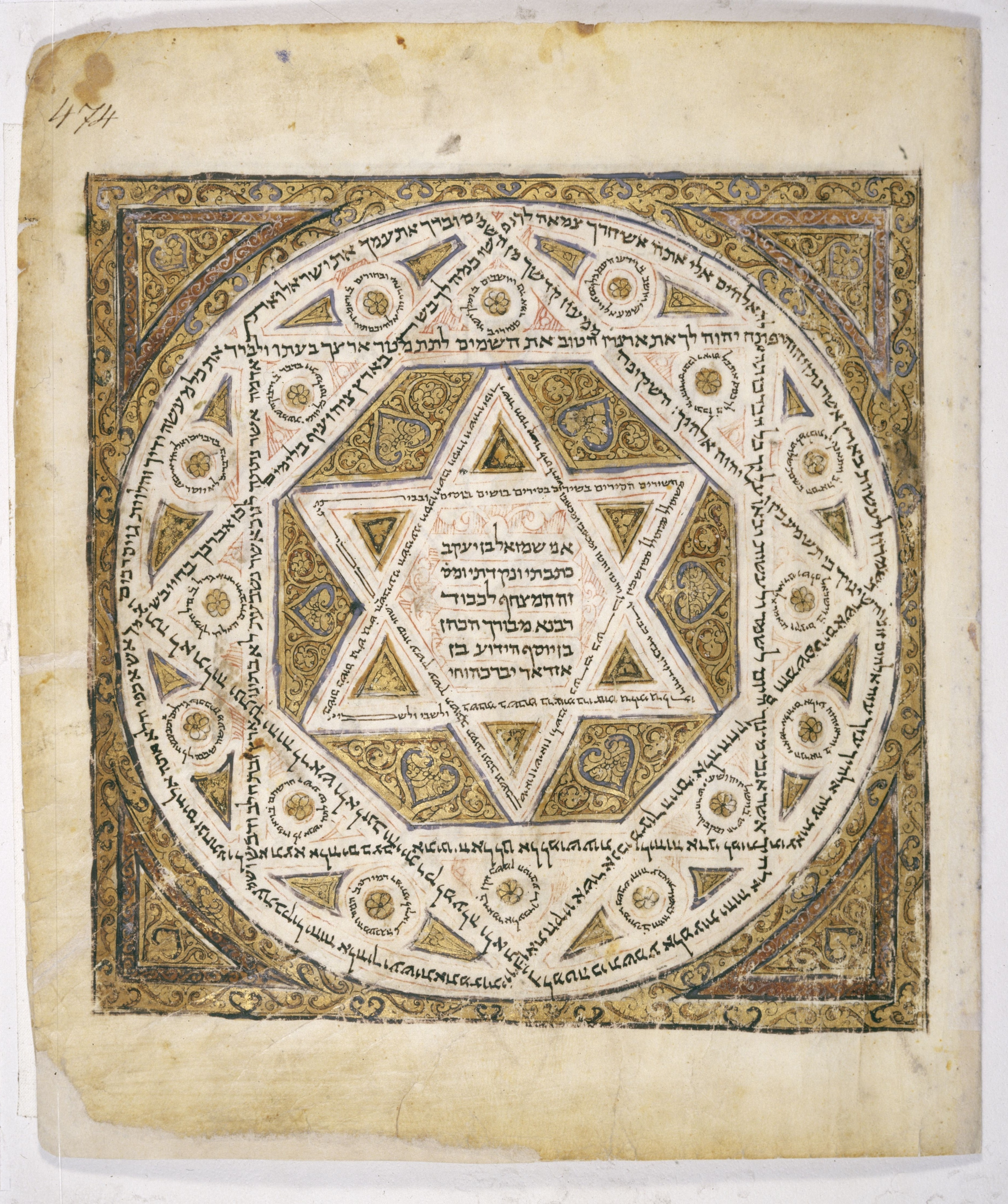
Symbole du judaisme, l’étoile de David exprime l'idée d'articulation entre la volonté divine et le libre arbitre des hommes.

Par la suite, au fur et à mesure que les humains maîtrisent leur environnement, naissent les religions, systèmes de croyances plus élaborés : les esprits cèdent la place à des divinités ; à chacune d'elles les humains attribuent un nom et une compétence directement liée à leurs préoccupations  matérielles (déesse de la fertilité, dieu du feu...). Au moyen des sacrifices, ils s'efforcent d'établir un dialogue avec ces divinités : ils les implorent pour qu'elles améliorent leur condition.
Partout où évoluent les humains, les religions reposent sur l'idée que l'histoire des humains est régie, façonnée, par des entités qui transcendent leur existence.
Au VIIIe siècle av. J.-C., en Palestine, émerge le monothéisme : Yahvé est considéré comme le seul dieu. Se répand alors l'idée que l'histoire des hommes est certes régie par « la volonté de Dieu », mais que ce dieu est un être avec lequel il est possible de dialoguer au point d'infléchir sa volonté. Le Livre de Job exprime explicitement cette idée d'alliance. 
La volonté divine est associée à l'idée de providence, elle a la valeur d'une main tendue par Dieu. Celui-ci décide du sort des humains, certes, mais il ne le fait pas de façon aveugle mais dans un esprit de bienveillance : il offre aux humains l'opportunité d'évoluer. La volonté divine est alors associée à l'idée de providence.
Autre élément important, l'apparition des premiers instruments de mesure du temps avec les premières civilisations : le temps va peu à peu cesser d'être associé à des divinités, il va être objectivé, si bien qu'émerge le concept même d'histoire.

#### Basse Antiquité: les débuts de la philosophie

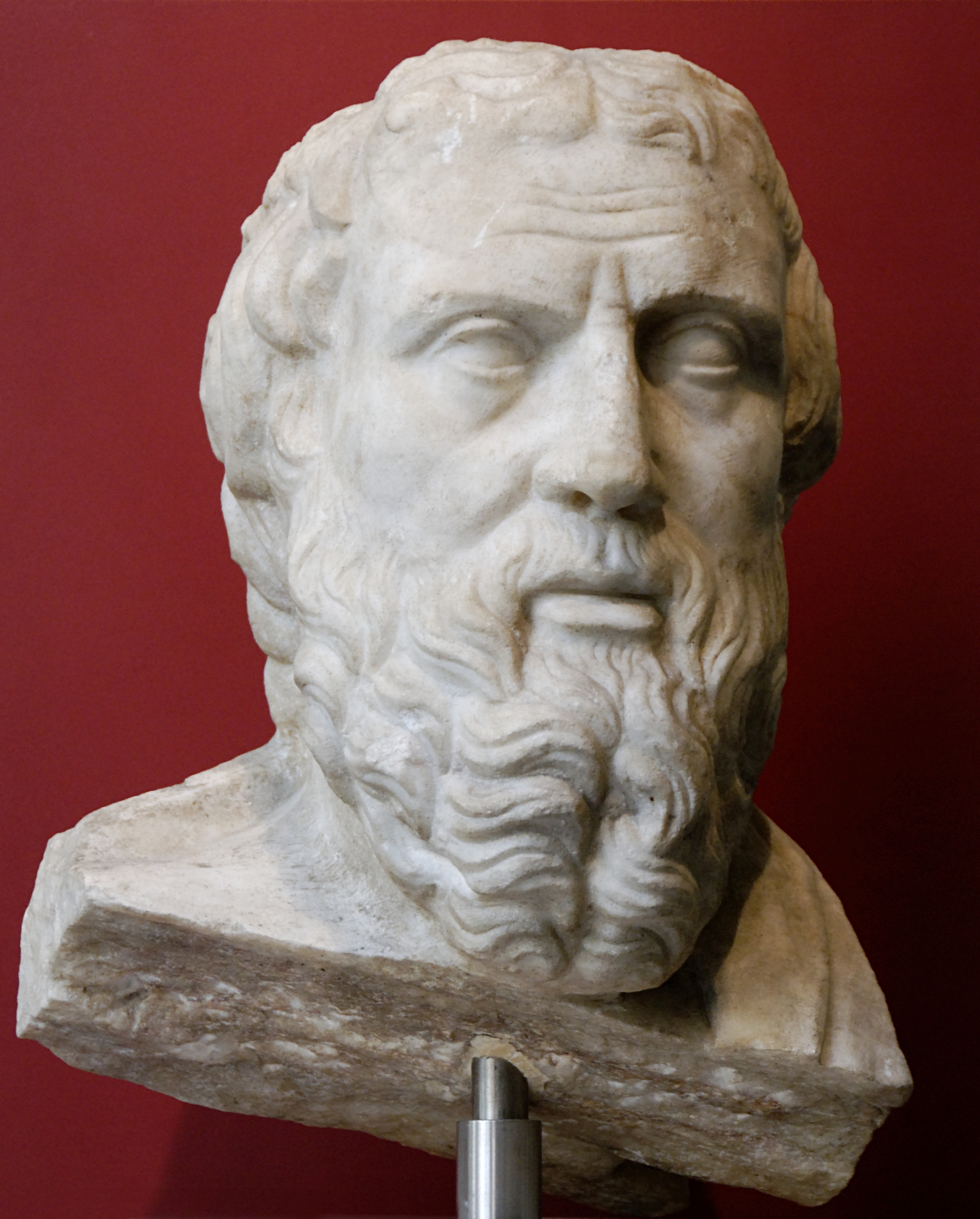
Hérodote

Au milieu du VIIe siècle av. J.-C. en Grèce — où la religion reste polythéiste — apparait avec les présocratiques un nouveau type de conception du monde, qui ne se substitue pas aux mythes, à la poésie et à la religion mais vient peu à peu les compléter : la philosophie. Le paradigme de l'autorité de la tradition est remplacé par celui des arguments et preuves présentés avec une certaine cohérence logique (logos). Les questionnements concernent la nature et la matière (physis) mais aussi le temps, notamment chez Héraclite, selon qui  “on ne se baigne jamais deux fois dans le même fleuve” : tout est changement, mouvement. Les présocratiques établissent le principe d'une cosmogonie, en réponse à la question de la genèse du monde (cosmologie) : de façon encore confuse, ils pensent l'existence des hommes par rapport au système de la formation de l'Univers, résultant de cette formation [réf. nécessaire]. Contrairement aux Hébreux, ils sont totalement étrangers à l’idée de création divine : selon eux, le cosmos a toujours existé et le temps est inséparable des cycles astronomiques. Selon Empédocle (Ve siècle av. J.-C.), les relations entre les quatre éléments façonnent, déterminent, l'existence des êtres vivants. 
Au Ve siècle av. J.-C. se renforce ce nouveau rapport au temps, toujours plus rationnel. Dans ses Histoires, Hérodote rapporte un certain nombre d'événements relatifs au développement de l'empire perse ainsi qu'aux guerres médiques qui, quelques années plus tôt, ont opposé les Perses aux Grecs. Bien qu'il n'établisse pas systématiquement de rapports de causes à effets, il respecte un certain sens de la chronologie, si bien que l'écrivain latin Cicéron le surnommera plus tard "le père des historiens".
Au IVe siècle av. J.-C., Aristote pose les fondements du raisonnement logique, lesquels permettront par la suite d'établir le principe de causalité en histoire.  

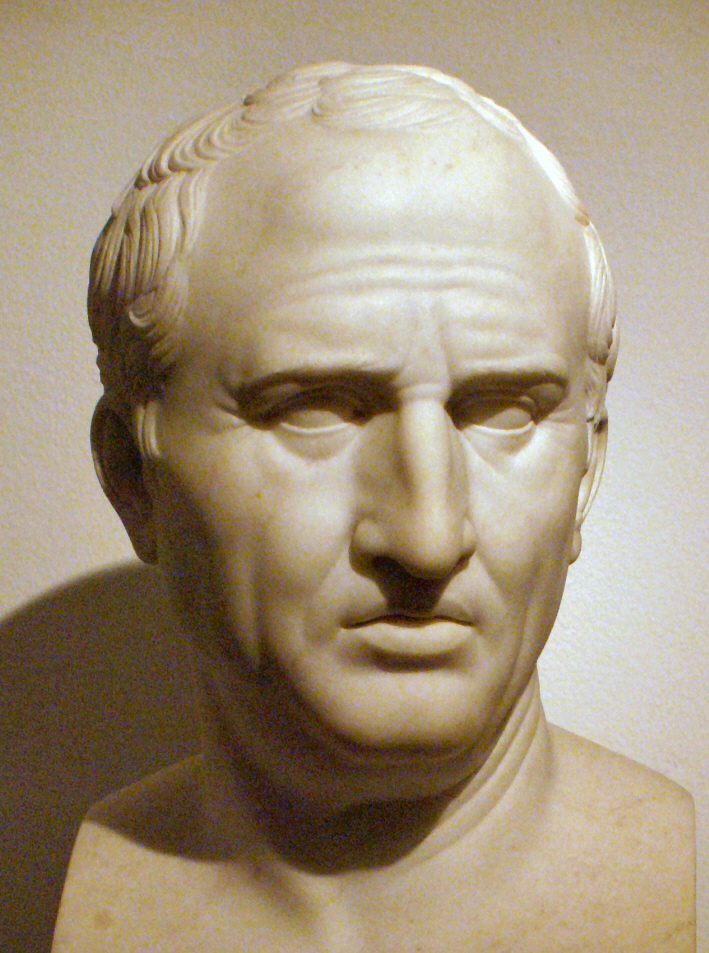
Cicéron

Au IIIe siècle av. J.-C., les premiers stoïciens, notamment Zénon de Kition, introduisent le concept de destin. Selon eux, la succession des causes régit l'intégralité du cosmos selon un ordre inéluctable, prédéterminé. Dès cette époque, toutefois, Chrysippe de Soles (que l'on connait grâce au Traité du destin de Cicéron, au Ier siècle av. J.-C.) souligne qu'il ne faut pas confondre "destin" et "fatalité". Il affirme que le destin n'empêche nullement l'intervention des hommes mais au contraire l'intègre dans la chaîne des causalités : les évènements résultent de l'enchaînement (ou l'interaction) des causes et des effets. Le destin n'empêche donc pas l'exercice de la liberté : les humains sont certes régis, déterminés par lui mais leurs réactions, elles, ne le sont pas : grâce à leur capacité de raisonnement, et plus généralement leur libre-arbitre, ils ont la capacité de réagir aux événements de sorte à améliorer leur condition.
L'approche philosophique du destin, chez les Grecs, se différencie radicalement de l'approche religieuse de la providence, chez les Hébreux car elle s'appuie sur le raisonnement logique. Ainsi au Ier siècle av. J.-C., Polybe profite d'une étude sur les Guerres puniques pour élaborer une théorie des causes. Selon lui, les événements résultent de trois types de cause : les intentions et les dispositions morales des hommes constituent la première ; les deux autres sont les causes structurelles (les prétextes) et les causes « commencements », c’est-à-dire les actes marquant le début d’un événement. [pas clair]

#### Premiers siècles et Haut Moyen Âge: la chrétienté
Le christianisme reprend directement du judaisme l'idée d'articulation de la volonté divine et du libre arbitre.
Rédigés au Ier siècle, les textes de Paul de Tarse et l'Apocalypse constituent les fondements de la théologie chrétienne. Selon celle-ci, la totalité des événements s'inscrivent dans le cadre d'un plan divin dont le dénouement doit être le salut de l'humanité,. D'où la défiance des premiers chrétiens à l'égard de la politique, c'est-à-dire l'histoire dès lors que les hommes prétendent l'ériger sans l'assistance de Dieu : « ne vous conformez pas au siècle présent » recommande Paul avec insistance dans son Épître aux Romains.

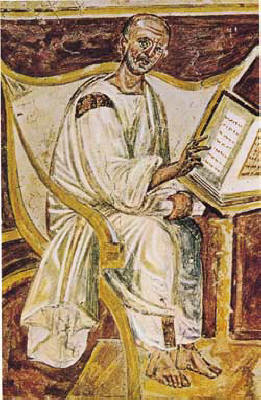
Augustin d'Hippone, (peinture du VIe siècle)

Le fait même que les chrétiens adhèrent au mystère de l'incarnation repose sur l'idée que « la volonté de Dieu » est d'entrer dans l'histoire des hommes. Celle-ci n'est donc pas complètement dévaluée : la volonté des hommes est même considérée comme précieuse et vivifiante dès lors qu'elle se calque sur celle de Dieu, mais uniquement à cette condition.  
À la charnière du IVe siècle et du Ve siècle, notamment, Augustin d'Hippone assigne pour finalité à l'histoire la réalisation de la « Cité de Dieu ». Il devient ainsi « le premier à tirer [du récit biblique] une philosophie de l'histoire englobant toute l'humanité, celle-ci étant appelée à progresser d'âge en âge vers le mieux ». S'opposant vigoureusement au moine Pélage, qui soutient que l’homme peut être sauvé par sa seule volonté, il insiste sur la nécessité "absolue" de se référer à la volonté divine.
Mais par la suite, les avis des théologiens chrétiens divergent, notamment à la suite du concile d'Orange, au VIe siècle :
- certains adoptent la théorie de la prédestination, selon laquelle Dieu — à l'avance — choisit ceux qui seront graciés et auront droit à la vie éternelle ; 
- d'autres, en revanche, admettent que la volonté de Dieu est certes déterminante mais considèrent qu'il est faux de la concevoir comme contraignante : Dieu veut que les hommes soient libres dès lors qu'ils ne l'oublient pas. Ces théologiens distinguent alors la foi de la simple croyance : il est facile de croire (croyance) mais — à l'inverse — difficile de conserver la foi, de ne pas oublier Dieu.

#### Moyen Âge central: synthèse du christianisme et de la pensée grecque
Trois faits majeurs interviennent à cette époque — sans rapport apparent entre eux — qui vont par la suite bouleverser les rapports des hommes au temps :
- au XIIe siècle, tout en restant dans les limites de la pensée scolastique, Joachim de Flore divise l’histoire de l’humanité en trois âges, jetant ainsi les bases de ce que l'on appellera plus tard la philosophie de l'histoire ; 
 - au siècle suivant, Thomas d'Aquin ouvre le christianisme à la pensée grecque (notamment l'œuvre d'Aristote) et plus largement au raisonnement logique ;
- à la même époque apparaissent les premières horloges mécaniques, qui perfectionnent la mesure du temps si bien que celui-ci, tout comme la matière, peut ne plus être vécu exclusivement de façon qualitative (métaphysique) mais également quantitative (physique).
En ramenant ainsi le temps à la mesure qu'ils en font, en l'objectivant, les hommes de l'époque contribuent à préparer la phase suivante, celle de l'humanisme.

#### Renaissance: l'humanisme
Le XVIe siècle est traditionnellement considéré comme celui correspondant à la naissance de l'humanisme : les philosophes érigent peu à peu la raison en principe de guidance des conduites, en lieu et place de la foi, participant ainsi à une transformation générale des modes de pensée et d'attitude appelée « sécularisation ».
Contemporaine des grandes découvertes, cette approche conduit les intellectuels à mener une réflexion sur l'humanité dans son étendue (géographie) comme dans sa durée (histoire).

### Emergence

#### Les Lumières: l'idéalisme de la raison
Au milieu du XVIIIe siècle, dit "Siècle des Lumières", la peinture d'histoire et les références appuyées à l'Antiquité (notamment à travers la représentation de ruines dans de vastes paysages) attestent l'émergence d'un certain sentiment de l'histoire.

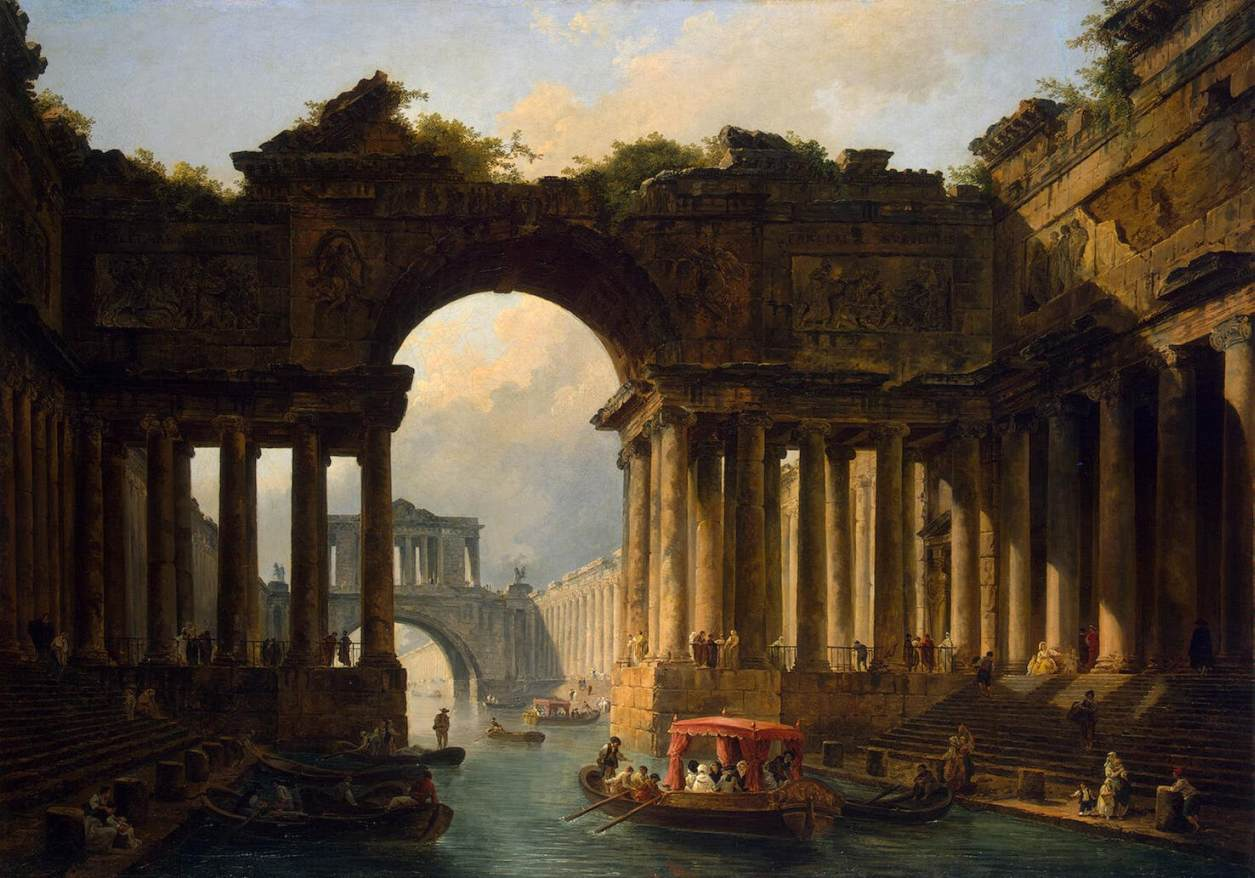
De plus en plus cultivé au XVIIIe siècle, le sentiment du temps écoulé s'exprime à travers ce paysage de ruines du peintre français Hubert Robert (1783).

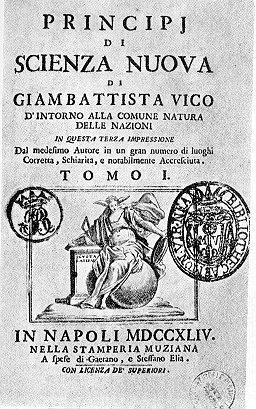
Frontispice de la troisième édition de la Science nouvelle de Vico (1744).

Peu à peu  ce "sentiment de l'histoire" cède la place à une véritable "philosophie de l'histoire", c'est-à-dire l'ébauche d'une réflexion sur les causes des événements historiques et leurs effets sur les trajectoires individuelles.
Ainsi, en 1744, dans La Science Nouvelle relative à la Nature commune des nations, l'Italien Giambattista Vico développe une idée qu'il a amorcée en 1725 selon laquelle la finalité de l'histoire est immanente à celle-ci : le "sens" de l'histoire est déterminé par les hommes eux-mêmes, lesquels sont guidés par leur raison selon des objectifs qu'ils s'assignent eux-mêmes. Vico entend fonder une "science nouvelle" visant à étudier cette dynamique, fondée sur le principe verum-factum : l'homme peut connaître la société parce que c'est lui qui en est l'auteur, comme Dieu est l'auteur de la Nature.
À la fin du siècle, le prussien Emmanuel Kant suggère que le rapport des hommes à l'Histoire est double : ils la façonnent en même temps qu'ils sont déterminés par elle [réf. nécessaire]. Mais à la différence de l'historien et plus tard du sociologue, qui s'efforcent de mener un travail scientifique et distancé, le philosophe qu'est Kant porte sur l'enchaînement des événements un regard spéculatif caractéristique des Lumières : il fait l'apologie de la raison au point d'être plus tard qualifié d' idéaliste. 

#### Kant
En 1784, Kant publie un article intitulé Idée d’une histoire universelle d’un point de vue cosmopolitique. Il y affirme que « l’humanité s’accomplira d’une manière déterministe, grâce au jeu spontané et collectif des passions mauvaises » ; jeu qu'il qualifie de « ruse de la raison ».

#### Hegel

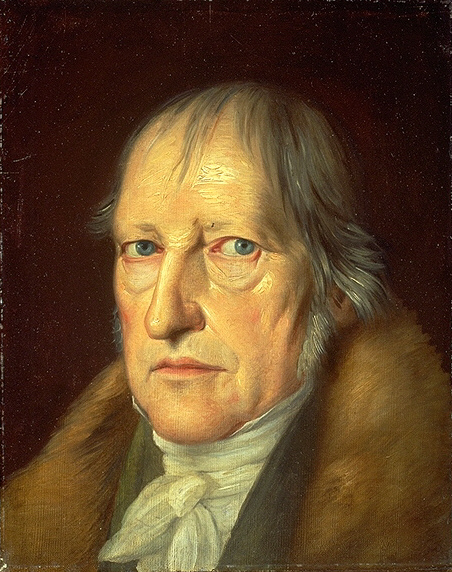
Hegel

En 1822, Georg Wilhelm Friedrich Hegel publie ses Leçons sur la philosophie de l'histoire. Il y établit une analogie entre l'histoire des hommes et celle de tout homme pris individuellement, au fur et à mesure qu'il devient un être raisonnable. Selon lui, l'histoire est donc tout entière guidée, déterminée, par la raison : « la seule idée qu'apporte la philosophie est cette simple idée que la Raison gouverne le monde et que par suite l'Histoire universelle est rationnelle ». 
Hegel crée un schéma de compréhension de l'histoire dans laquelle le despotisme oriental correspondrait à l'enfance, le monde grec à la jeunesse, l'Empire romain à l'âge viril et l'Empire germanique (à la fois chrétien et inventeur de l’État moderne) à la maturité. Et il voit dans la Révolution Française le symbole même d'une humanité amorçant son chemin vers la perfection, le moment où l'Esprit, « se connaissant en soi et pour soi », dépasse les époques antérieures pour s'épanouir dans son « devenir libre ».
Ce schéma conduit Hegel à conclure en une « fin de l'Histoire » se concrétisant par un état universel, mondial. Selon lui, la forme la plus aboutie de l'État Moderne se réalise dans l'Allemagne contemporaine, du fait que celle-ci établirait une synthèse de la Réforme, de l'Aufklärung et de la Révolution Française, cette étape étant la dernière avant l'émergence d'un état universel. 
Par "fin de l'histoire", Hegel n'entend donc pas du tout une abolition du temps, comme c'est le cas dans la vision eschatologique chrétienne, mais une abolition du mouvement de l’État : une fois l'État mondial sera réalisé, il ne pourra plus être amélioré, il n'y aura plus de mouvement historique visant à l'améliorer.

### Développement
Durant la deuxième moitié du XIXe siècle et au début du XXe siècle toute la société occidentale est fortement chamboulée par le processus de l'industrialisation. L'économiste allemand Karl Marx va s'attacher à démontrer que c'est ce processus, dans tout ce qu'il a de plus concret, matériel — et bien plus que la somme de tous les traités de philosophie réunis — qui fait émerger dans les mentalités une nouvelle conception du monde : le matérialisme. 
À la même époque, le biologiste anglais Charles Darwin parvient à imposer l'idée que les humains sont des animaux plus évolués que d'autres du fait qu'au fil des millénaires ils sont parvenus à s'adapter aux évolutions de l'environnement, c'est-à-dire aux conditions matérielles. 
Marx et Darwin, puis différents autres penseurs, d'horizons divers (citons ici Nietzsche et Freud), chacun à sa manière, contribuent à dissoudre les valeurs qui avaient cours jusqu'alors, héritées du christianisme. Toutes en effet, peu ou prou, tendent à rabaisser l'humain au statut d'un animal dont l'existence dépendrait de multiples facteurs et dont les marges de liberté — par voie de conséquence — s'en trouveraient fortement réduites, soumis à toutes sortes de déterminismes, principalement d'ordre biologique, psychologique et social.

#### Marx, Engels et le matérialisme historique

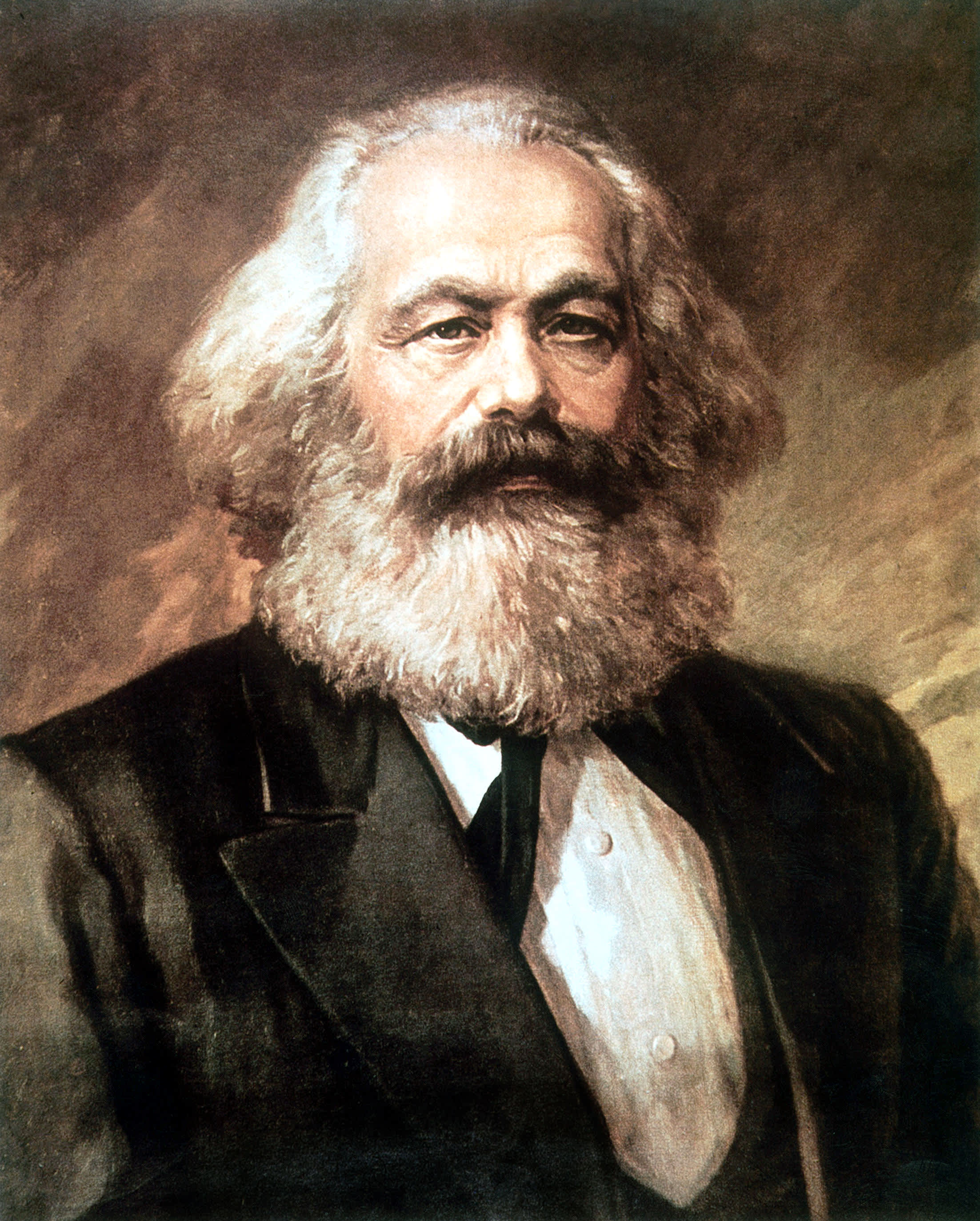
Karl Marx

À la fin des années 1840, Karl Marx refuse d'expliquer l'Histoire selon le mouvement de la raison, comme le recommande Hegel, au motif que cette approche est idéaliste. Il analyse l'évolution de l'organisation des sociétés humaines à travers ses modes de production et le moteur de la transformation des sociétés humaines est la lutte des classes. Son approche (qualifiée de « matérialisme historique ») est basée sur ce qu'il appelle « la base réelle de l'Histoire », c'est-à-dire les rapports de l'homme à la nature et à autrui par le travail. Ce sont donc la vie économique, l'industrie et la production qui déterminent l'histoire.
À chaque situation des forces productives correspond un certain rapport des forces de production, c'est-à-dire un mode de propriété. À ces rapports de production correspondent une « superstructure juridique et économique » et des « formes sociales déterminées » (religion, art, philosophie, théorie politique).
À la fin des années 1850, Marx et Engels recourent  à une méthode dialectique qui imprégnera par la suite le marxisme. Le mouvement de l'histoire peut s'apparenter à une triade, thèse-antithèse-synthèse : chaque mouvement (thèse) donne naissance à sa contradiction (antithèse), et le passage à l'échelon supérieur s'opère par la négation de la négation (synthèse). À la thèse du communisme primitif originel succède l'antithèse de la propriété privée des moyens de production, dont découlent la lutte des classes et toute l'histoire de l'économie et des sociétés. Cette antithèse fera finalement place à la synthèse d'une société sans classes, qui formera le nouveau communisme, défini par le développement sans limites internes des forces productives, le dépassement des classes sociales, et l'organisation rationnelle des rapports de production correspondant au niveau atteint par les forces productrices. La connaissance rationnelle, en dominant l'ensemble du processus, permet de résoudre enfin les contradictions sociales. 
Marx et Engels entreprennent également d'adopter, en philosophie, les enseignements de leur conception matérialiste de l'histoire, en évaluant objectivement les formations de la conscience en les rapportant à leur base réelle et sociale. Ces travaux aboutissent, après la mort de Marx, à une élaboration matérialiste de la dialectique, qui reçoit par la suite le nom de matérialisme dialectique, concept rattaché au versant philosophique du marxisme.

#### Darwin et la sélection naturelle
En 1859, dans son ouvrage L'Origine des espèces, Charles Darwin affirme que l'humanité actuelle est déterminée par l'histoire sur la longue durée : celle qui remonte aux temps où l'humain s'est peu à peu émancipé de sa condition animale pour accéder à toujours plus d'autonomie.

### Remise en cause

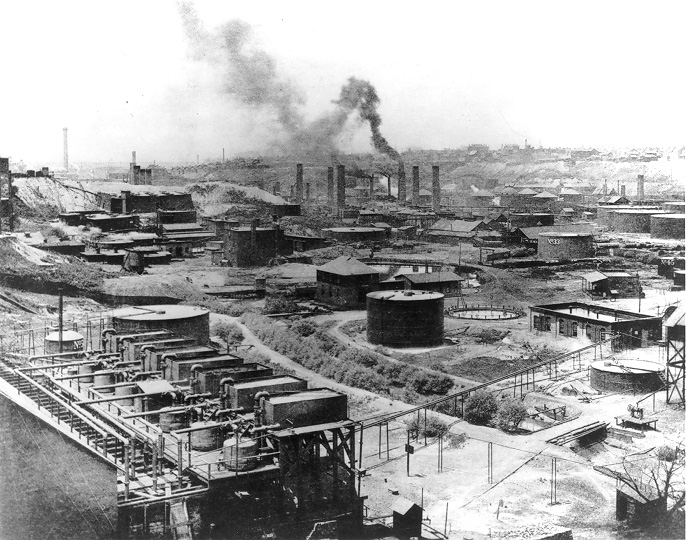
Amorcé à la fin du XVIII, le processus de l'industrialisation va provoquer au début du XX un questionnement au sein des "sciences sociales" : les hommes peuvent-ils réguler le "progrès technique" ou sont-ils devenus contraints de s'y adapter ?
Illustration : une raffinerie de pétrole à Cleveland, aux États-Unis, en 1899.

Au fil du XXe siècle, alors que le processus de l'industrialisation ne cesse de s'accélérer et que les humains évoluent dans un environnement de moins en moins "naturel" et au contraire de plus en plus peuplé d'artefacts, la philosophie perd de son importance chez les intellectuels tandis qu'à l'inverse se développent les sciences sociales, en particulier la sociologie. L'objectif visé n'est plus de spéculer sur "l'histoire" ou "le progrès" mais d'analyser de la manière la plus objective la façon dont les humains se comportent dans leur nouvel environnement : en sont-ils les créateurs à part entière — en d'autres termes, la société industrielle répond-elle à un projet mûrement réfléchi et débattu démocratiquement ? — ou bien sont-ils dépassés par son émergence et contraints-forcés de s'y adapter ? "Déterminent"-ils leur propre histoire ou bien celle-ci les "détermine" t-elle ?  
Le concept de déterminisme historique, tel que l'entendaient les philosophes des Lumières puis leurs successeurs, de façon assurée, voire enthousiaste, cesse de prévaloir tandis que les sciences sociales sont au contraire traversées par un questionnement permanent.
Ce climat de doute se renforce à la fin du XXe siècle, ce qui peut s'expliquer par deux facteurs diamétralement opposés :
- D'une part, la conception du temps est complètement bouleversée au sein de la communauté scientifique. Les avancées de la science, en effet, sont telles qu'il est désormais possible de se faire une idée des origines de l'humanité, de notre planète, du système solaire et de l'ensemble de l'univers. Il est également possible de modéliser scientifiquement le futur lointain et même la fin de l'univers, par conséquent de dresser une échelle chronologique retraçant les origines mêmes de l'existence jusqu'à son terme. À cet égard, le concept de déterminisme historique devient absolu : l’histoire des hommes est entièrement déterminée par celle de l’univers [réf. nécessaire].
 - A l'inverse, le progrès technique est tel que certains transhumanistes estiment qu'il peut permettre aux humains de façonner eux-mêmes leur condition au point d'atteindre l'immortalité. À ce niveau, le concept de déterminisme historique est vidé de son sens[réf. nécessaire].
Entre ces deux positions extrêmes, domine une perception de l'histoire relativiste. Deux facteurs, essentiellement, permettent d'expliquer cette situation.
- Le premier tient à l'impact de la politique internationale sur l'histoire des idées, plus spécialement celle des concepts. Entre 1945 (date de la conférence de Yalta) et 1991 (dissolution de l'Union soviétique) s'est déroulé l'épisode dit de la "Guerre froide". Dans les pays occidentaux, un clivage important s'est alors manifesté, tant dans l'opinion publique que chez les intellectuels, opposant d'une part les tenants du socialisme et du communisme ("la gauche"), d'autre part les partisans du capitalisme ("la droite"). Durant les années 1970, les purges staliniennes des années 1930 ont été reconnues. Un grand nombre de philosophes ont alors entrepris une analyse des phénomènes totalitaires, des mécanismes de l'idéologie et de la propagande ainsi que du traitement de l'information à l'ère des médias de masse. Le point commun de ces différentes approches est la tendance générale à ce qu'on a appelé alors la "déconstruction", marquant la fin des certitudes concernant tel ou tel type de déterminisme, notamment le déterminisme historique [réf. nécessaire].

- La seconde raison de la relativisation du concept de déterminisme historique tient aux profondes mutations de la vie quotidienne, notamment aux prétentions des humains à se singulariser dans une société qui, elle, se massifie et au fait qu'en raison du "progrès technique", une grande majorité d'entre eux s'investissent dans la recherche d'un confort matériel qui va croissant, conduisant à l'émergence du concept de "société de consommation" [réf. nécessaire]. Au début des années 1960, quand ce concept émerge, le rapport individu-histoire devient un sujet de réflexion chez bon nombre d'intellectuels.

Le concept de déterminisme historique est alors remis en cause par deux instances distinctes : d'une part les chercheurs en sciences sociales ; d'autre part un grand nombre d'individus, pris isolément, dès lors que des moyens techniques tels que les blogs et les réseaux sociaux leur confèrent les moyens d'être créateurs de médias : non seulement de s'exprimer mais de bénéficier d'une certaine audience.
Il convient d'analyser ces deux approches en détail.    

#### L'apport des sciences sociales
À l'image de ce que l'on observe dans le domaine de la physique depuis Einstein, la majorité des chercheurs en sciences sociales rejettent toute approche holiste et se réclament au contraire d'un certain relativisme. Selon eux, aucune théorie (en particulier celle du déterminisme historique) ne peut suffire à expliquer seule l'évolution du monde. 
Trois facteurs en particulier viennent remettre en question le concept de déterminisme historique.

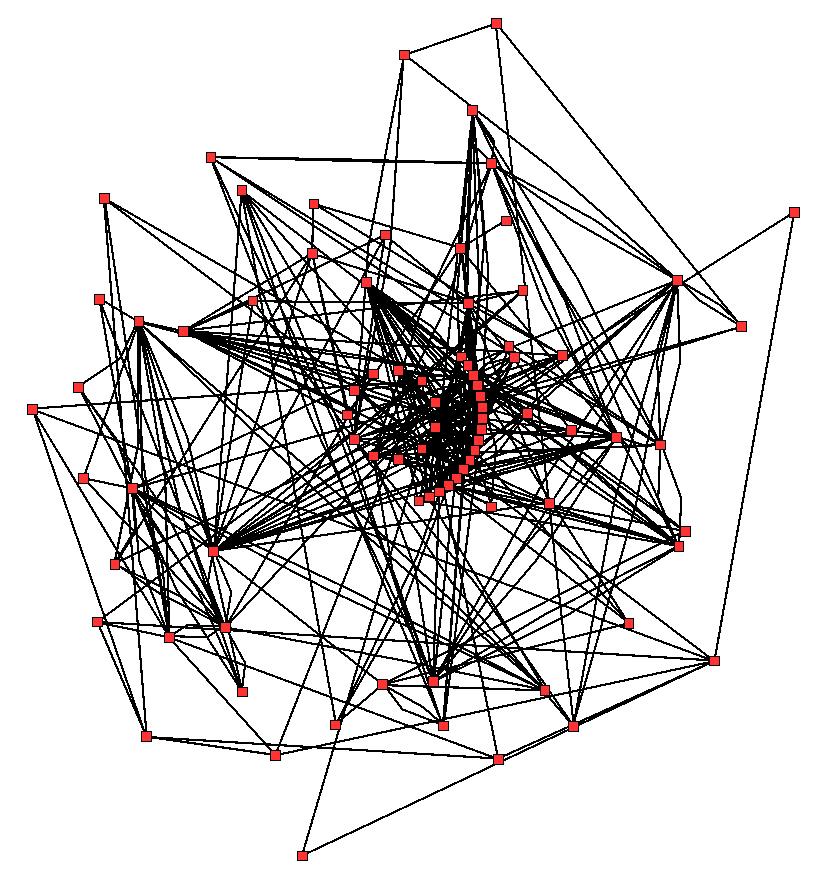
Représentation d'un réseau métabolique, illustrant la tendance à l'interdisciplinarité dans les sciences humaines et relativisant le concept de déterminisme.

- En premier lieu, l'esprit positiviste qui insufflait les sciences humaines s'est considérablement estompé. Les chercheurs en sciences humaines pratiquent l'interdisciplinarité et le concept de déterminisme tend à disparaître au profit de nouveaux modèles de pensée qui oscillent entre deux directions opposées :
- certains réhabilitent les concepts d'individu et de libre arbitre ;
- d'autres font au contraire valoir les concepts d'indéterminisme, d'incertitude, de hasard, de désordre, voire de chaos...
Intermédiaires entre ces deux pôles — et finalement les plus nombreux — persistent les analyses où les différents types de déterminisme sont considérés comme interdépendants et où, par exemple, les frontières entre "histoire" et "sociologie" deviennent poreuses (on parle alors d'histoire sociale et d'histoire des mentalités) ; a fortiori celles entre "déterminisme biologique", "déterminisme historique", "déterminisme social" et "déterminisme psychologique". La "théorie des réseaux" occupe une place majeure dans ce courant.

- Deuxième paramètre : au sein même des historiens, des prises de positions font éclater la définition de la discipline dans deux directions opposées, un peu à l'image de ce que sont "l'infiniment grand" et "l'infiniment petit" en physique :
- à la fin des années 1920, par exemple, l'École des Annales (impulsée par les Français Lucien Febvre et Marc Bloch) met en avant une histoire globale, holiste, s'étendant à la fois dans le temps (longue durée) et dans l'espace (interculturalité) ;
- à l'inverse, d'autres historiens, tel l'Anglais Edward Palmer Thompson, promeuvent une « histoire par le bas » (« history from below ») et sont à l'origine de l'émergence de la microhistoire, dans les années 1970 : tout événement, même le plus anodin a priori, peut être considéré comme historique et générer des effets importants ("effet papillon").

- Troisième facteur décisif, et non le moindre : avec la montée en puissance des technologies (notamment après l'invention du premier ordinateur, en 1945, puis l'émergence de "l'intelligence artificielle") différents penseurs technocritiques, notamment le Français Jacques Ellul, se prononcent en faveur d'un "déterminisme technologique". Selon eux, la technique est devenu un phénomène autonome, « échappant définitivement à la volonté directionnelle de l’homme[17] » : les hommes ne font plus l'histoire, encore moins les révolutions, ils doivent s'y adapter, à commencer par la "révolution numérique".

#### Le rapport individu-histoire
Les deux guerres mondiales ont fortement contribué à réactualiser la question : les individus contribuent-ils activement à "écrire l'histoire" de l'humanité ou sont-ils au contraire façonnés par des événements qui les dépassent ? L'ensemble des sociologues s'accordent à reconnaître qu'au XXe siècle, cette question devient extrêmement complexe du fait que l'époque se caractérise par l'émergence de deux concepts à première vue antagonistes : l'individualisme et la société de masse.
En 1939, le sociologue Norbert Elias est l'un des premiers sociologues à se pencher sur cette question, dans son essai La Société des individus (texte paru beaucoup plus tard : en 1987  en allemand puis en 1991 en français). Il définit la société comme l'ensemble des inter-relations entre les individus, qu'il compare aux relations entre les notes d'une mélodie. Selon lui, ce qui fait la spécificité de l'homme par rapport à l'animal est son extrême adaptabilité à des modes de relation changeants.
En 1968, dans le contexte du Printemps de Prague, le philosophe tchèque Karel Kosik reprend cette question de la tension entre individu et société dans une optique marxiste . 
Par la suite, la question de savoir si l'individu est le "produit" ou le "sujet' de l'histoire revient de façon récurrente chez les intellectuels.
Durant les années 1990, le philosophe américain Christopher Lasch estime que, dans les pays industrialisés — notamment le sien — les humains, dans leur globalité (toutes origines sociales confondues) sont mus par une forme d'hédonisme et qu'ils y succombent plus qu'ils ne l'ont choisi dans la mesure où ils ne peuvent s'empêcher de céder aux sollicitations croissantes que leur propose le progrès technique en matière de confort matériel. Du fait de cet état de fait, estime t-il, les humains entretiennent une "culture du narcissisme" qui se traduit par un émoussement de l'esprit critique et notamment — à force de vouloir "désirer tout, tout de suite" — d'un effritement du sens de la continuité de l'histoire. Selon lui, l'époque serait celle du "culte du moi et de l'instant" et, par suite, celle du rejet catégorique de toute idée de déterminisme : chaque individu est persuadé de construire sa propre histoire et celle de l'humanité ne le préoccupe pas.
Au début du XXIe siècle, les différentes crises économiques qui paralysent certains pays et surtout la crise écologique qui affecte l'ensemble de la planète en raison des excès du processus d'industrialisation tendent à susciter le retour d'une forme de conscience politique et la volonté d'un ressaisissement collectif.

#### Ouvrages de philosophie classique
- Cicéron, Du Destin, traduction et préface de Hélène Parent et Mathieu Cochereau, Paris, Payot et Rivages, 2013.
- Sénèque, De la Providence, dans Dialogues. Tome IV, texte établi et traduit par René Waltz, Paris, Les Belles Lettres, 1927.
- Giambattista Vico, La Science nouvelle (1744), traduit par Alain Pons, Paris, Fayard, 2001.
- Emmanuel Kant, Idée d'une histoire universelle d'un point de vue cosmopolitique (1784), traduit par Jean-Michel Muglioni, Paris, Bordas, 1993.
- Hegel, La Philosophie de l'Histoire, sous la direction de Myriam Bienenstock. Paris, Pochothèque, 2009.
- Hegel, La Raison dans l'Histoire, Éditions 10/18, 1955.
- Georgi Plekhanov, La conception matérialiste de l'histoire (1897).

#### Littérature secondaire
- Georges Labica et Gérard Bensussan, Dictionnaire critique du marxisme, Presses universitaires de France, 1982, 1240 p. (ISBN 978-2-13-049872-8).
- Henri Lefebvre, Le Marxisme, Presses universitaires de France, 1948, 127 p. (ISBN 978-2-13-053845-5).  (réédition de 1983)
- Ernest Nagel, "Determinism In History", Philosophy and Phenomenological Research, Vol. 20, No. 3 (Mar., 1960), pp. 291-317.
- André Piettre, Marx et marxisme, Presses universitaires de France, 1966 (ISBN 978-2-13-032996-1).
- Dmitri Georges Lavroff, Les Grandes étapes de la pensée politique, Dalloz, coll. « Droit public, science politique », 1999 (ISBN 978-2-247-02466-7)
- Philippe Fabry, La Structure de l'histoire : Déterminisme historique et liberté individuelle, Godefroy Editions, 2018.
- Marc Joly, À la recherche du déterminisme historique, La révolution sociologique, 2017, p. 327-347
- Jean-Mathias Fleury, Histoire contrefactuelle et nouvelles perspectives sur le déterminisme historique, Le déterminisme entre sciences et philosophie, 2012, p. 166-197